# Tidnokenttä
Tidnokenttä är en ort i Gällivare kommun, Norrbottens län.
Vid folkräkningen 1890 hade orten sju invånare och i augusti 2016 fanns det enligt Ratsit nio personer över 16 år registrerade med Tidnokenttä som adress.